# Joël Keller
Joël Patric Keller (* 6. März 1995 in Endingen) ist ein Schweizer Fussballspieler auf der Position des linken Verteidigers.

## Karriere

### Vereine
Keller wechselte im Jahr 2006 vom FC Hägendorf in die Jugendabteilung des FC Basel. Dort rückte er zur Spielzeit 2013/14 zur zweiten Mannschaft auf und absolvierte für diese 13 Spiele in der drittklassigen Promotion League. Nach Saisonende ging er zur zweiten Mannschaft des 1. FC Nürnberg und spielte mit ihr ein Jahr in der Regionalliga Bayern.
Seit August 2015 steht Keller beim FC St. Pauli unter Vertrag. Nachdem er zunächst ausschliesslich für die U23 in der Regionalliga Nord eingesetzt worden war, debütierte er am 28. Februar 2016 beim 2:0-Auswärtssieg gegen den MSV Duisburg in der 2. Bundesliga. Nach Vertragsende im Juli 2018 wechselte Keller zum Regionalligisten SC Weiche Flensburg 08.

### Nationalmannschaft
Keller absolvierte insgesamt elf Spiele für Jugendnationalmannschaften des Schweizerischen Fussballverbandes.

## Sonstiges
Am 22. August 2016 trat Keller eine zweiwöchige Haftstrafe in der Jugendarrestanstalt in Nürnberg an, zu der er aufgrund einer Schlägerei im Juli 2015 verurteilt worden war.